# García Galíndez
García Galíndez der Böse (spanisch García Galíndez el Malo; † wohl nach 836) war ein Graf von Aragón im frühen 9. Jahrhundert. 
García Galíndez ist einzig aus der genealogischen Zusammenstellung zu den Grafen von Aragón im Codex de Roda überliefert. Demnach war er der Sohn eines Galindo Velásquez und dessen Frau Faquilo. Verheiratet war er mit Matrone, einer Tochter des Grafen Aznar I. Galíndez von Aragón. Zu einem nicht näher genannten Zeitpunkt hatte er sich gegen seinen Schwiegervater erhoben, diesen aus Aragón vertrieben und dabei dessen Sohn Centulio ermordet. Weiterhin hatte er sich von Matrona getrennt um eine Tochter des Königs von Pamplona, Íñigo Arista, zu heiraten.
Wahrscheinlich hatte sich diese gewaltsame Machtübernahme kurz vor oder im Jahr 836 abgespielt, sofern der vertriebene Graf Aznar I. mit jenem gleichnamigen Graf identisch war, der in diesem Jahr eines grausamen Todes gestorben war, nachdem er dem Unterkönig Pippin I. von Aquitanien abtrünnig geworden war. García Galíndez hatte offenbar einer nationalbaskischen Bewegung angehört, welche die fränkische Oberhoheit über die Bergvölker der westlichen Pyrenäen abzuschütteln suchte, wofür seine Ehe mit einer Tochter des Íñigo Arista spricht, der an der Spitze dieses Widerstands stand. Im Machtkampf zwischen Kaiser Ludwig den Frommen und dessen Sohn Pippin I. kann García die Gelegenheit wahrgenommen haben, seinen kaisertreuen Schwiegervater aus Aragón zu vertreiben.